# Burg Tschanüff
Die Burg Tschanüff ist die Ruine einer Spornburg bei 1240 m ü. M. auf einem Geländesporn am Rand des Val-Sinestra-Tobels westlich des Dorfes Ramosch im Unterengadin im schweizerischen Kanton Graubünden. Tschanüff war neben dem Schloss Tarasp die bedeutendste Burgenanlage im Unterengadin.
Der Name Tschanüff leitet sich vom rätoromanischen Chà nouva (lat. Casa Nova) ab und bedeutet «neues Haus». Die Bezeichnung taucht erst im 16. Jahrhundert auf, vorher wird die Burg einfach Ramosch bzw. Remüs genannt.

## Anlage
Die Anlage besteht aus einer Hauptburg aus Turm, Wohntrakt und Nebengebäuden, umgeben von einem Bering sowie einer südlich vorgelagerten Vorburg, die von einer Ringmauer in unterschiedlicher Dicke umgeben ist. Die beiden Teile waren durch den Torbau miteinander verbunden, durch den ein gewölbter Gang in den Hof der Hauptburg führte. Zahlreiche Mauerfugen und Unterschiede in der Mauerstruktur weisen darauf hin, dass der Bau in mehreren Etappen erfolgt sein muss. Zum ältesten Teil gehört offenbar ein Mauerfragment einer Ringmauer im Südosten der Anlage, das wohl schon vor 1200 entstanden ist. Vermutlich aus der ersten Hälfte des 13. Jahrhunderts stammen der Hauptturm im Norden, die innere Schildmauer und Teile des südlichen Wohntraktes in der Vorburg. Der Bergfried weist immer noch fünf Geschosse auf. Der Hocheingang lag auf der Höhe des vierten Geschosses in der Südwand. Da das Mauerwerk des Turmes nicht mit den umgebenden Mauern verbunden ist, müssen diese jüngeren Datums sein.
Das Gebäude südlich des Turms war wohl über den Hocheingang zu erreichen. Erhalten sind Balkenlöcher auf einer Höhe von vier Geschossen sowie gegen Süden die Reste einer ungewöhnlich dicken (Schild?-)Mauer. Westlich daran schliesst sich der Südtrakt aus dem 15. Jahrhundert an, ein viergeschossiger, quergeteilter Bau. Die Tonnengewölbe der unteren Geschosse sind teilweise eingestürzt. Im dritten Geschoss lag ein durchgehender Saal mit Balkendecke, darüber war der Dachraum mit Schiessluken. Die einzelnen Räume waren von der Hofseite her zugänglich.
Im Norden dieses Traktes lag ein Gebäude aus jüngerer Zeit, von dem sich nur noch einige Mauerreste erhalten haben. Der Südtrakt wurde durch eine ältere Schildmauer mit einer Stärke von drei Metern abgeschlossen, die wohl im Zeitalter der Feuerwaffen auf die doppelte Dicke verstärkt wurde. Zusammen bilden die beiden Mauern nun einen massiven turmförmigen Block ohne Innenräume, der wohl mit einer Wehrplatte abgeschlossen war.
Westlich an den Hauptturm schloss ein zweigeschossiges Gebäude aus der Zeit um 1500 an, Poeschel vermutete eine Küche oder Schmiede, im Obergeschoss Wohnräume. Im Aussenverputz haben sich Reste einer Sgraffitodekoration erhalten. Fensteröffnungen in der westlich anschliessenden Umfassungsmauer deuten auf eine ursprüngliche Fortsetzung gegen Westen hin; diese Gebäudeteile sind jedoch abgerutscht.

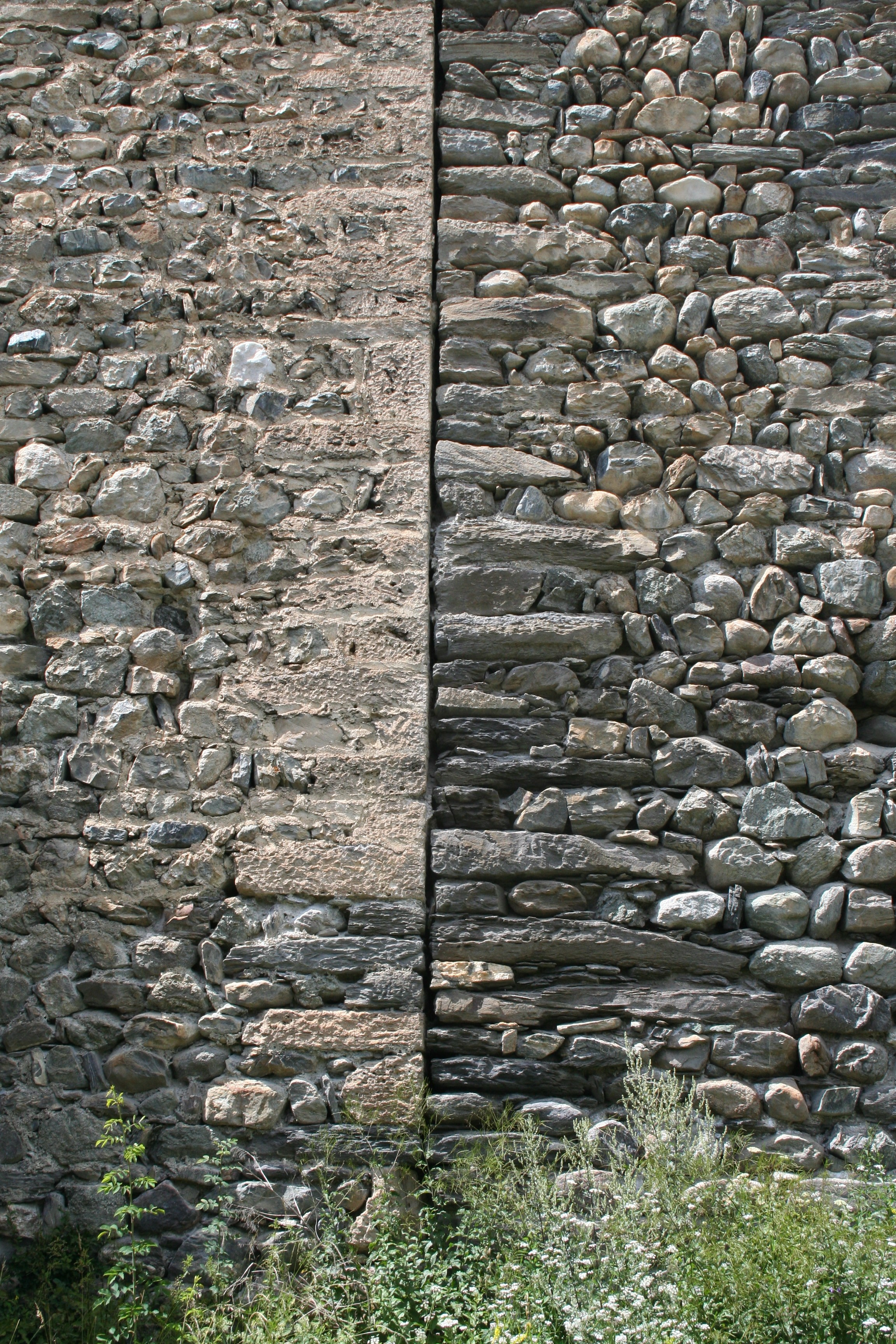
Mauerfuge zwischen den beiden Schutzmauern
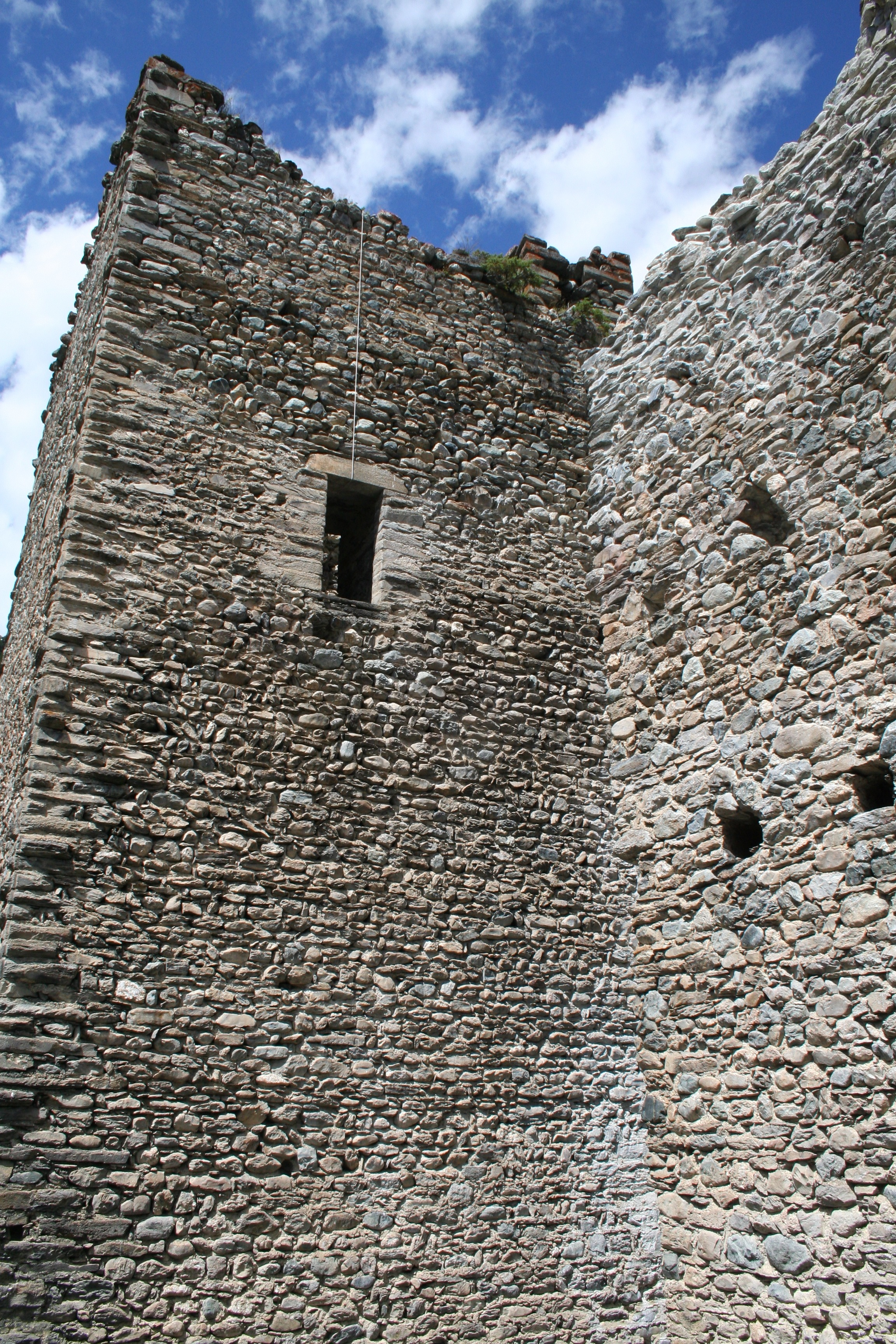
Südseite des Turmes mit Hocheingang
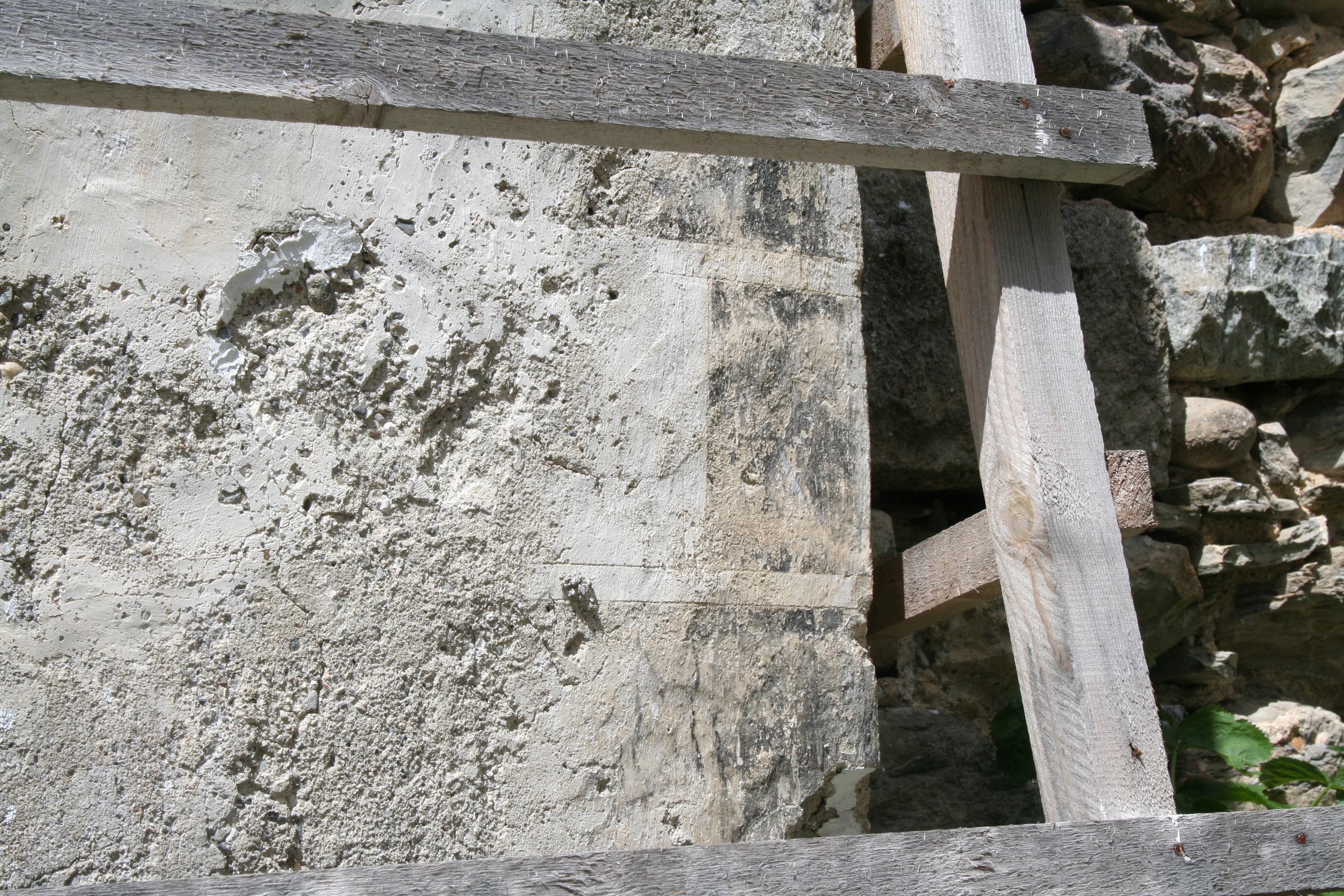
Sgraffitoreste
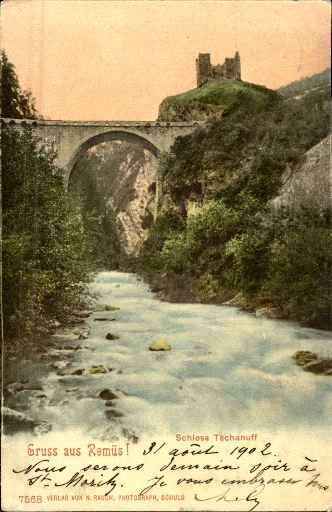
Postkarte von 1902

## Geschichte
Die Herren von Ramosch sind schon im 12. Jahrhundert als Dienstleute des Bischofs von Chur und der Herren von Tarasp urkundlich bezeugt. 1256 gestattete Graf Meinrad I. von Görz und Tirol dem Ritter Nannes von Ramosch den Bau einer Burg. Da die ältesten Teile Tschanüffs jedoch ins 12. Jahrhundert zurückgehen, ist eher von einer Erweiterung der bestehenden Anlage auszugehen.
Nach der Mitte des 14. Jahrhunderts kam es zwischen den Brüdern Schwiker und Konrad von Ramosch zu einem Streit. Die Auseinandersetzung wurde 1365 von Herzog Leopold von Österreich geschlichtet, der dafür das Zugangsrecht erhielt. 1367 erstach Schwiker seinen Bruder, worauf Leopold Schikers Besitz für verfallen erklärte und Ulrich von Matsch mit Burg und Herrschaft belehnte. An die von Matsch deshalb, weil der ermordete Konrad mit Margarete von Matsch verheiratet gewesen war. 1369 konnte von Matsch vom Sohn des ermordeten Konrad auch dessen Rechte erwerben. 1372 verzichtete auch Margarete auf sämtliche Ansprüche.
Der österreichische Vorstoss ins Unterengadin durchkreuzte die Pläne des Churer Bischofs. 1394 riss Bischof Hartmann die Burg an sich und zwang die von Matsch gegen eine Entschädigung, ihre Rechte an der Festung Ramosch abzutreten. Die Herren von Matsch widersetzten sich, 1395 überfielen sie die Burg und plünderten sie. Obwohl Österreich 1403 die Belehnung Ulrichs von Matsch mit Ramosch erneuerte, blieb die Burg in der Hand des Bischofs. 1415 zeichnete sich ein Kompromiss ab, aber erst 1421 bestätigte ein Schiedsgericht in Bozen die bischöflichen Rechte an Ramosch. Österreich behielt das Öffnungsrecht, die Herren von Matsch vom Bistum erhielten eine weitere Entschädigung. Als bischöfliche Vögte amteten meistens die von Planta.
1468 besetzten Gotteshausleute im Zusammenhang mit einer Auseinandersetzung mit dem Bischof die Burg, richteten jedoch keine grösseren Schäden an. 1475, im so genannten Hennenkrieg, als die Engadiner den Österreichern die Abgabe der Fasnachtshühner verweigerten, wurde Tschanüff von den Österreichern in Brand gesteckt. Im Schwabenkrieg von 1499 steckte der bischöfliche Pfandherr am 25. März die Burg selbst in Brand, um sie nicht den kaiserlichen Truppen überlassen zu müssen. Nach der Wiederherstellung wurde sie erneut bischöfliches Verwaltungszentrum der Herrschaft Ramosch, die den ganzen unteren Teil des Unterengadins umfasste.
1565 wurde die Burg während eines Volksaufstands von sechzehn jungen Einheimischen geplündert und in Brand gesteckt. Ein Gericht zwang die Verschwörer zur Finanzierung des Wiederaufbaus und zur Mithilfe bei den Bauarbeiten. In den Bündner Wirren wurde die Burg Ramosch am 2. August 1622 von Truppen aus Glarus erneut angezündet. Sie wurde notdürftig wiederhergestellt und weiter als bischöflicher Verwaltungssitz genutzt. Nicolin Sererhard fand die Burg 1760 wohl noch als intakt, aber innen am Zerfallen und beschrieb sie als nicht wohl gebauen. Wegen zunehmenden Zerfalls und Rutschungen westlicher Bauteile wurde die Burg 1780 aufgegeben.

## Erhaltung
Die Vereinigung Pro Tschanüff hat sich zum Ziel gesetzt, die Ruine vor dem weiteren Zerfall zu retten. Seit einigen Jahren sind Sicherungsarbeiten im Gang (Stand Sommer 2009). Eigentümerin der Burg ist die Fundaziun Tschanüff.

## Sagenwelt
Die Sage von den letzten Herren von Tschanüff handelt vom Niedergang der Burg Tschanüff und bietet gleichzeitig eine Erklärung für das frühere periodische Versiegen der gut 4 km entfernten Quelle Funtana Chistagna.

## Galerie

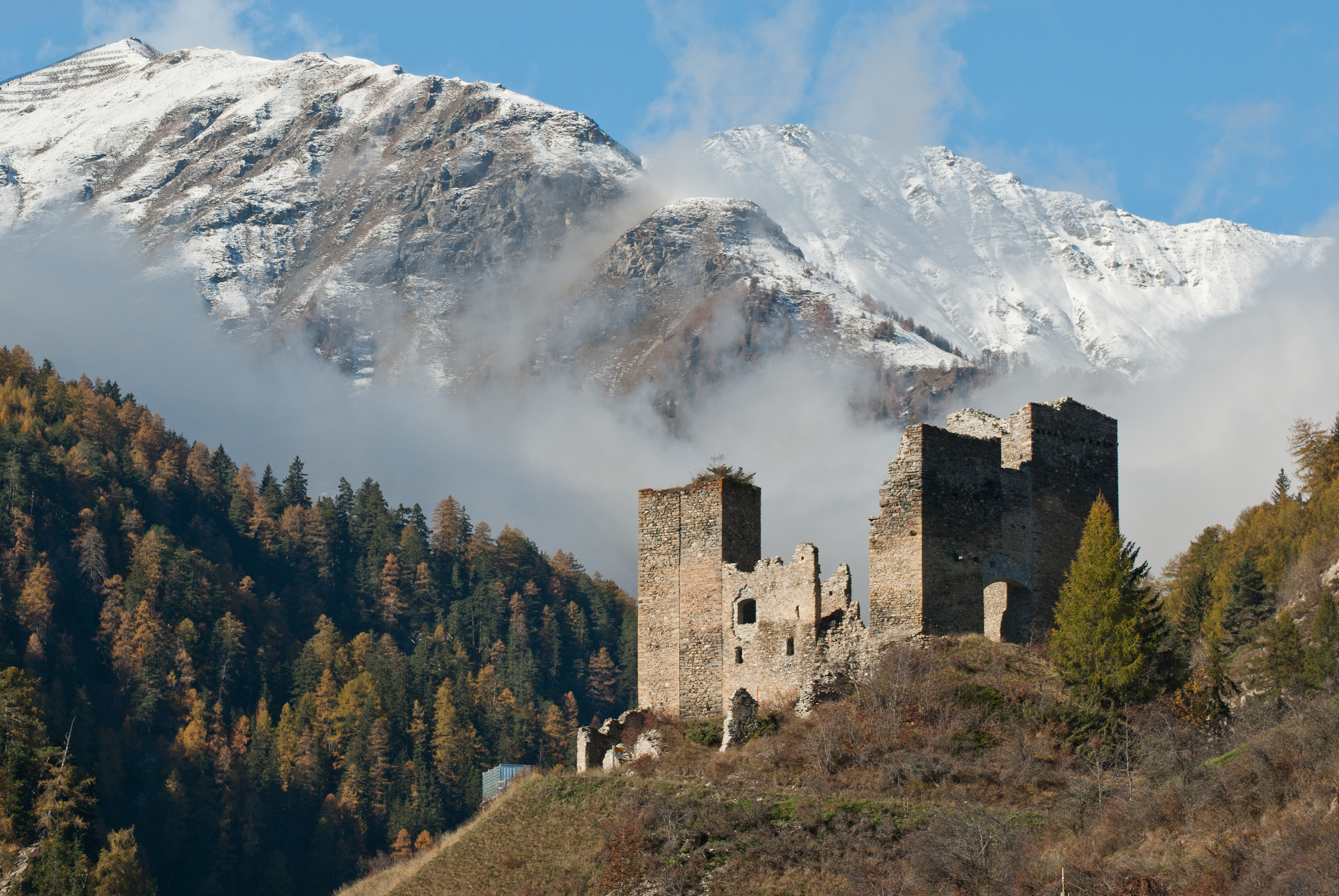
Blick mit Piz Spadla
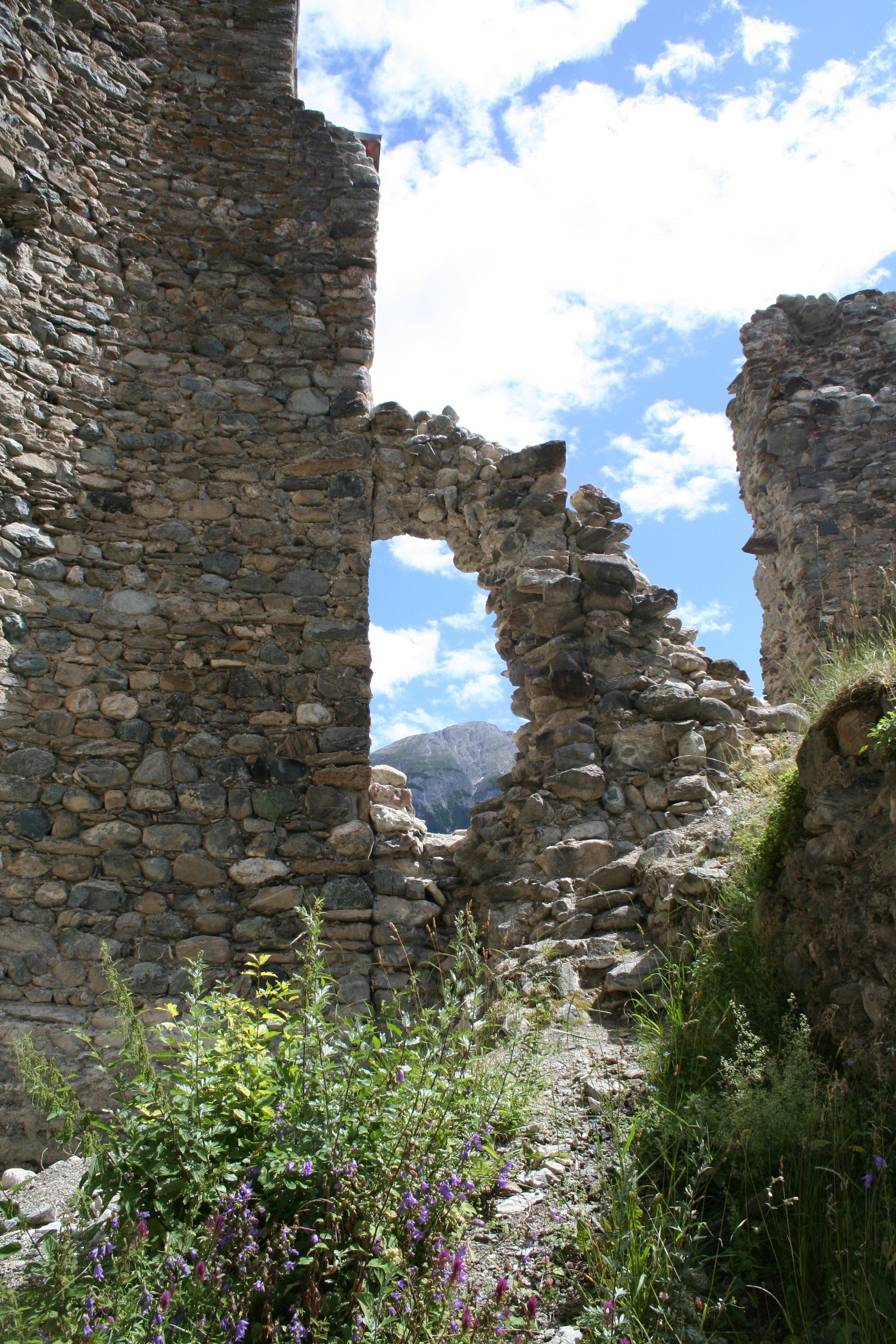
Rest des Südtraktes
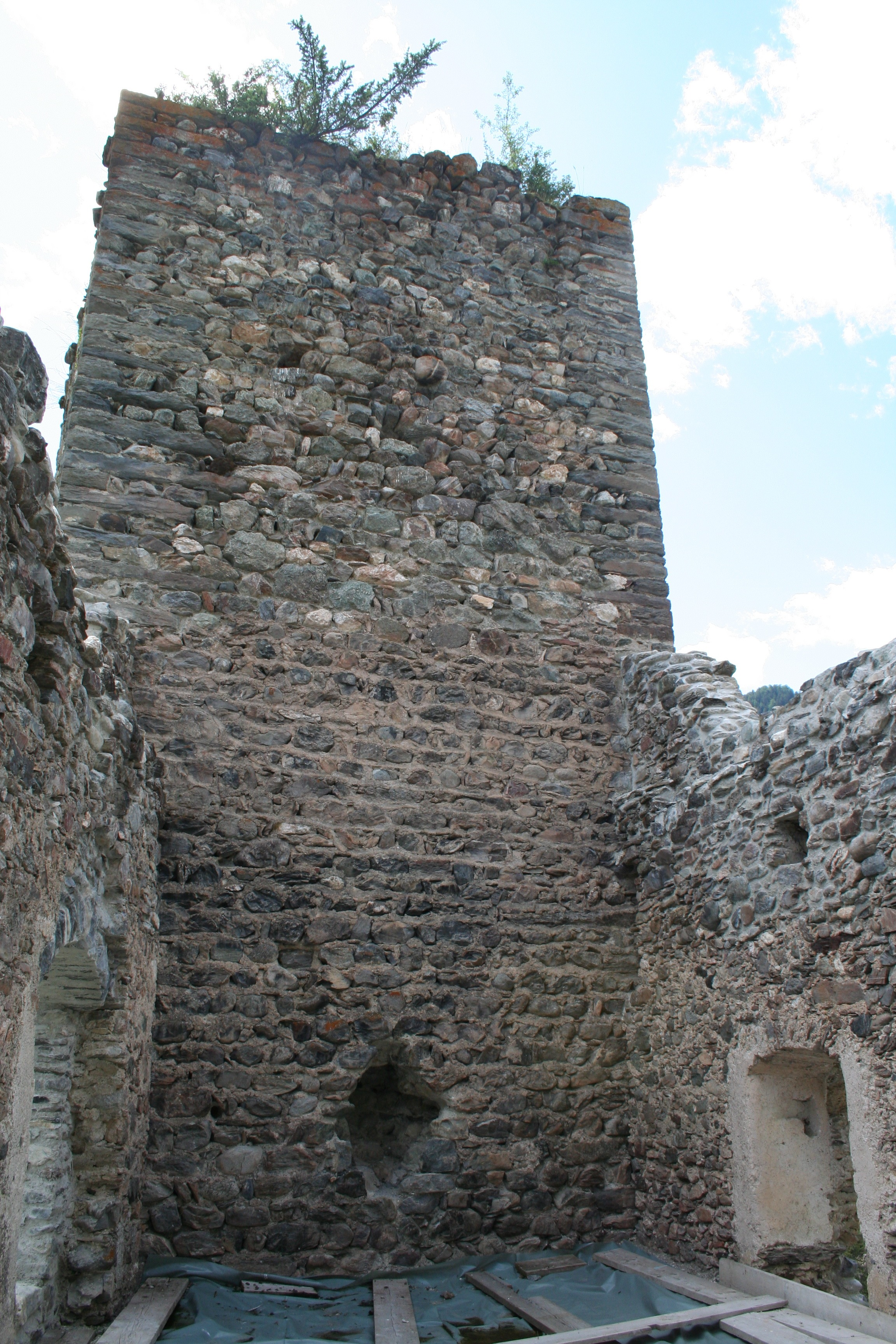
Schildmauer von innen
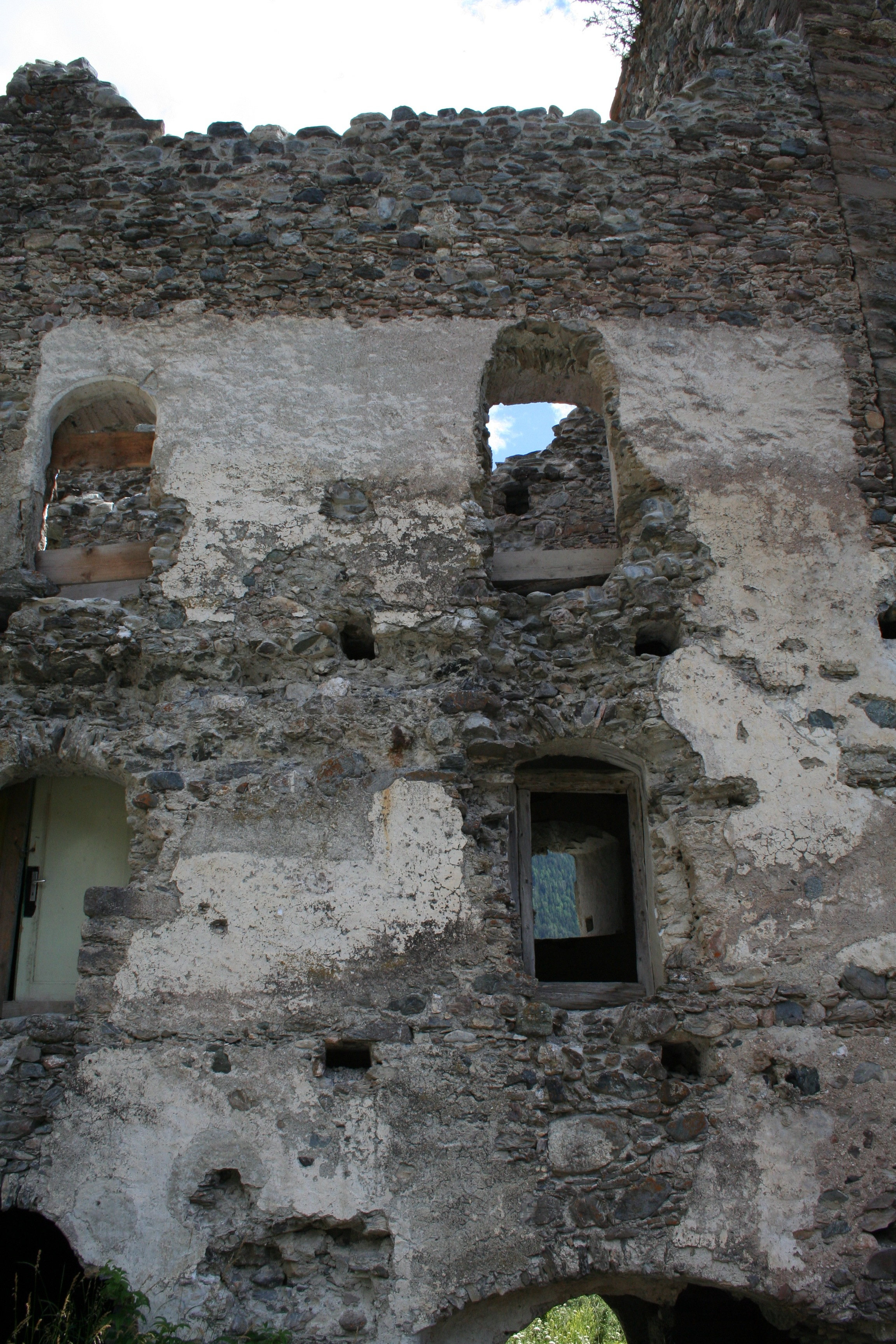
Blick in den Wohntrakt
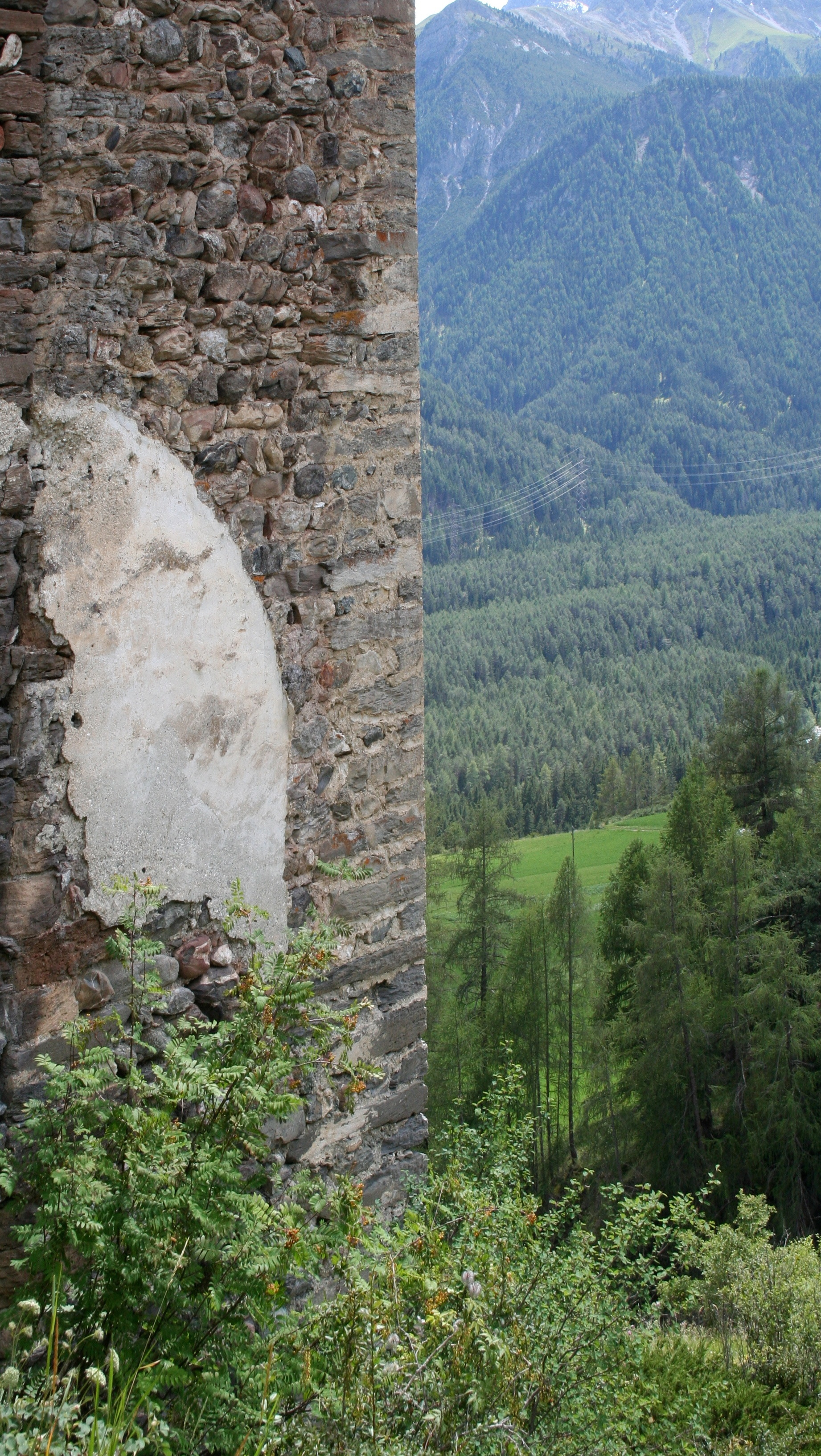
Vermauerung auf der Südseite
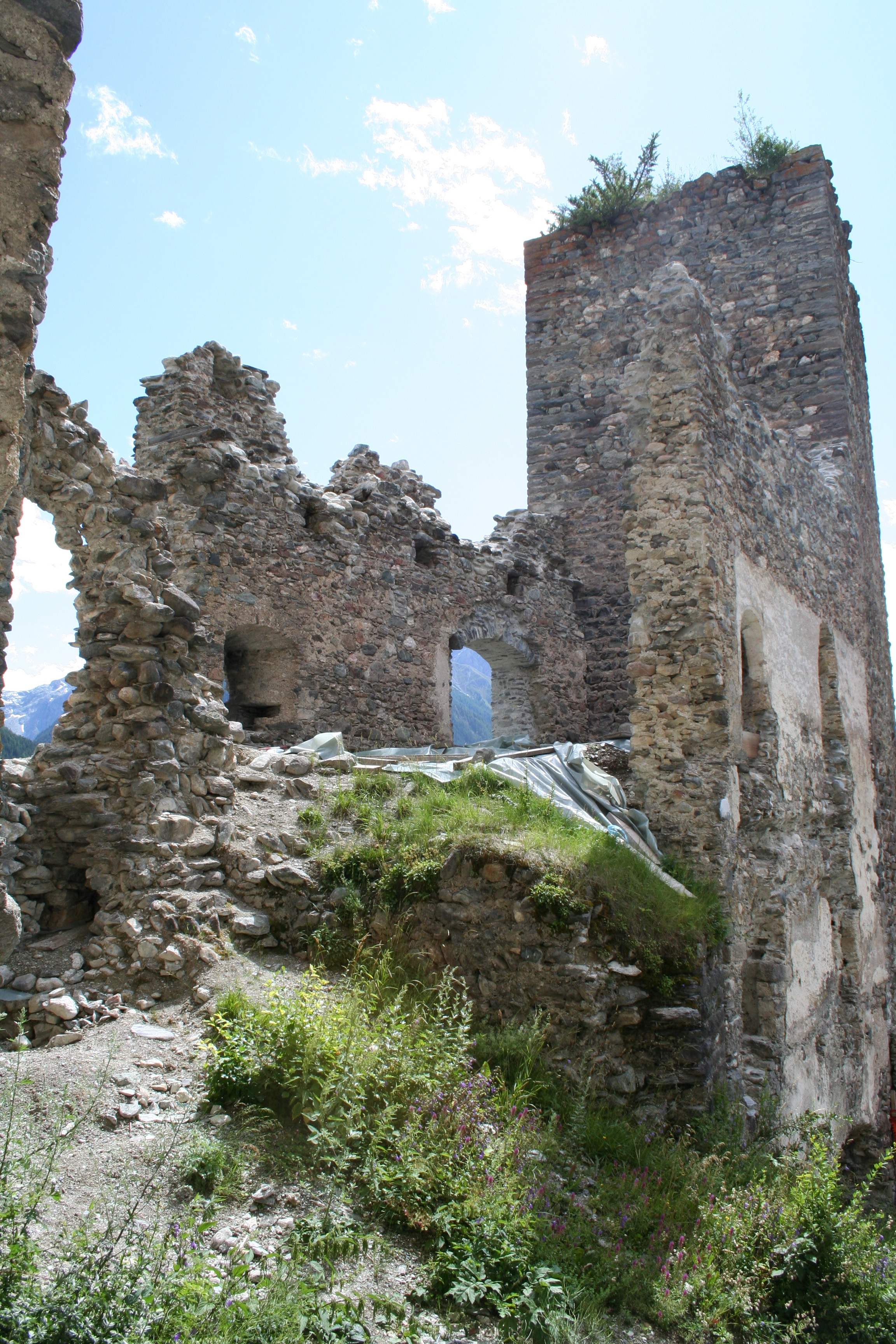
Blick in den Südtrakt